# Joseph-Léonce Desmeules
Joseph-Léonce Desmeules, né le 13 août 1914 et mort le 19 novembre 1993 à Alma, est un homme politique québécois.